# Joni Montiel
Jonathan "Joni" Montiel Caballero (Madrid, 3 september 1998) is een Spaans voetballer die bij voorkeur als offensieve middenvelder speelt. Hij stroomde in 2016 door vanuit de jeugd van Rayo Vallecano.

## Clubcarrière
Montiel werd geboren in Madrid en sloot zich op elfjarige leeftijd aan bij de jeugdopleiding van Rayo Vallecano. Op 20 december 2015 debuteerde hij in de Primera División, tegen Real Madrid. De middenvelder was toen 17 jaar en 108 dagen oud en werd daarmee de jongste speler in een officiële wedstrijd in het eerste team in de geschiedenis van de club. Op 7 maart 2016 kreeg hij zijn eerste basisplaats, tegen RCD Espanyol. In zijn debuutjaar kwam Montiel tot een totaal van acht competitieduelss.

## Interlandcarrière
Montiel kwam uit voor meerdere Spaanse nationale jeugdelftallen. In 2015 debuteerde hij in Spanje –19.